# Die goldene Karosse
Die goldene Karosse (Originaltitel: La carrozza d’oro) ist ein italienisch-französischer Historienfilm aus dem Jahre 1952 von Jean Renoir mit Anna Magnani in der Hauptrolle. Er entstand nach der Erzählung Le carrosse de Saint-Sacrement von Prosper Mérimée.

## Handlung
Handlungsort ist das von der spanischen Krone beherrschte Südamerika des 18. Jahrhunderts.
An der Spitze einer italienischen Komödiantenschar reist die Schauspielerin Camilla eines Tages mit dem Schiff nach Peru an, wo sich der spanische Vizekönig Ferdinand alsbald in sie verliebt. Um sich seiner Zuneigung zu versichern, verlangt die Künstlerin einen handfesten Beweis: seine goldene Staatskutsche, die dem Vertreter der Krone als Fortbewegungs- und Repräsentationsmittel zugleich zur Verfügung steht. Dieses Prachtgefährt ist mit demselben Schiff, mit dem die Commedia-dell’arte-Schauspielertruppe angereist ist, aus Europa hierhin überführt worden. Nach einigem Zögern stellt ihr der Vizekönig die goldene Karosse zur Verfügung. Camilla, das Herz ihrer Komödiantentruppe, die ihre Auftritte im südamerikanischen Urwald unter miserablen Umständen ableisten muss, ist zugleich die Hauptdarstellerin der Colombina. Sie erscheint in ihren Gefühlen durchaus als wankelmütig, wenn nicht gar berechnend; sie weiß, aus ihrer Lage einer begehrten Frau ihren Nutzen zu ziehen. Sie genießt auch noch andere Verehrer um sich herum und wird neben dem Vizekönig auch noch von dem heißblütigen Torero Ramón heiß umworben.
Die heißblütige Vollblutkomödiantin ist jedoch vor allem dem spanischen Offizier Felipe zugetan, der sie bereits während der Überfahrt in die Neue Welt anschmachtete. Derweil bekommt der Vizekönig, wegen seiner großzügigen Leihgabe Camilla gegenüber, Probleme. Die geistliche Macht in Gestalt des Bischofs der spanischen Kolonie macht dem Vertreter der weltlichen Macht Vorhaltungen wegen der allzu profanen Verwendung der goldenen Kutsche. Die Karosse wird plötzlich zu einem Politikum im Kampf um Macht und Einfluss, Liebe und Eifersucht – mit Colombina alias Camilla mittendrin. Schließlich erkennt die Italienerin – hin- und hergerissen zwischen drei höchst selbstbewussten, fordernden und virilen Männern – die Verfahrenheit der Situation und trifft eine diplomatische Entscheidung: Sie verzichtet auf die goldene Karosse, übergibt sie dem Bischof, sodass der Frieden zwischen Kirche und Staat wieder hergestellt ist und widmet sich mit ihrer Liebe fortan ganz derjenigen Kunst, die sie am besten beherrscht: dem Theater.

## Produktionsnotizen
Die goldene Karosse war der erste Film Jean Renoirs nach seiner Heimkehr aus Indien, wo er die elegische Bilderoper Der Strom gedreht hatte. Er erlebte am 3. Dezember 1952 seine Uraufführung in Italien und lief am 4. Dezember 1953 in den deutschen Kinos an. Die Erstausstrahlung im deutschen Fernsehen fand am 27. August 1962 in der ARD statt. Die deutsche Filmfassung war um knapp zehn Minuten kürzer als die italienische Originalversion.
Mario Chiari zeichnete für die Filmbauten verantwortlich, Maria de Matteis entwarf die prachtvollen Kostüme. Dafür erhielt sie das Silberne Band des nationalen Syndikats der italienischen Filmjournalisten.
Angesichts der überwiegenden Besetzung mit englischsprachigen Darstellern, wurde der gesamte Film auf Englisch gedreht.

## Kritiken
„Renoir spielt raffiniert mit dem Wechseln von Bühne und Wirklichkeit, von Theater und Leben, von Schein und Sein. Ständig vermischen sich die realen Intrigen des Films mit den Theateraufführungen, gehen ineinander über oder heben sich gegenseitig auf. Und das gleiche Thema wird noch einmal variiert, wenn der Film die Welt des Hofes mit den Bildern der Indios konfrontiert, denen Leben und Zeremoniell des Hofes zwangsläufig wie ein seltsames „Schauspiel“ erscheinen muß. Stil und Rhythmus der Inszenierung sind auch von der Musik Vivaldis bestimmt, die dem Film unterlegt ist.“

„Jean Renoir hat Prosper Mérimées Stück in das Milieu der italienischen „commedia dell’arte“ verfremdet und spielt in dieser brillanten Inszenierung meisterhaft mit den Möglichkeiten der Filmrealität und des Theaters. Die Leichtigkeit des ständigen Szenenwechsels, das Theater im Theater, gebrochen durch eine durchtriebene filmische Sprache, machen den musikalisch gebauten Film mit seiner immer wieder neuen ironischen Gebrochenheit zu einer der großen Regieleistungen Jean Renoirs. Seine Farbdramaturgie kann durchaus als die Fortsetzung der Malerei seines Vaters Auguste angesehen werden.“

Marie Anderson schreibt auf kino-zeit.de: „Ein wunderbarer Film mit filigranen Implementierungen feinster Filmkunstpartikelchen ist Jean Renoir mit „Die goldene Karosse“ gelungen, was sowohl auf die inhaltliche Ebene wie auch auf die formale Gestaltung zutrifft. Jean, Sohn des berühmten Malers Pierre-Auguste Renoir, setzte ein raffiniertes Farbenspiel in Szene, das bei aller politischer Brisanz eine geradezu liebevolle Hommage an die Commedia dell’arte darstellt, deren typische Strukturen sich auch jenseits des charmant gestalteten Theaters im Film in seiner Dramaturgie wiederfinden, die durch Musik von Antonio Vivaldi stilecht unterstützt wird. In der Figur des Offiziers Felipe verkörpert sich eine deutliche, knappe Kritik am kolonialen Unterdrückungssystem, die nur eine der politischen Spitzen darstellt, die Renoir geschickt installiert und dezent mit den emotionalen Inhalten verwoben hat. Besonders der Schluss des Films ist schlichtweg grandios komponiert und enthält die Botschaft, dass das wahre Künstlerherz sich letztlich doch für die Profession entscheidet, auch wenn Liebe, Macht und Ruhm locken.“

„Theaterhaft und stilisiert ist dieser Film einer der großen über die Schauspielerei – und eine erstaunliche Leistung bezüglich der Anwendung von Farbfotografie.“

„Der Regisseur schien hauptsächlich an der Farbe und den Hintergründen interessiert gewesen zu sein; die Geschichte ist langweilig und die Hauptdarstellerin fehlbesetzt.“